# Бокойна
Бокойна (исп. Bocoyna) — посёлок в Мексике, штат Чиуауа, входит в состав одноимённого муниципалитета и является его административным центром. Численность населения, по данным переписи 2010 года, составила 796 человек.

## Общие сведения
Название Bocoyna было заимствовано у реки, на берегах которой в 1702 году была основана миссия иезуитов, название которой с языка тараумара можно перевести как место сосен.